# رابرت، مردی که نمی‌خواست بزرگ شود
رابرت، مردی که نمی‌خواست بزرگ شود (سوئدی: Farbrorn som inte vill va’ stor) نام یک مجموعهٔ کارتونی سوئدی است که از ۲۵ تا ۳۰ دسامبر ۱۹۷۹ از شبکه ۲ تلویزیونی سوئد پخش شد و از ۶ قسمت ۱۰ دقیقه‌ای تشکیل شده بود. بعدها یک دی‌وی‌دی از این کارتون در سال ۲۰۰۳ منتشر شد.
این کارتون در دههٔ ۶۰ خورشیدی از تلویزیون ایران نیز پخش شد.